# Макагуахе
Макагуахе (Macaguaje) - мёртвый и бездействующий туканский язык, на котором раньше говорил народ макагуахе, который сейчас проживает на притоках реки Какета департамента Путумайо в Колумбии. Народ перешёл на языки корегуахе и сиона. Несколько человек поддерживают групповую идентичность.